# Métro d'Hiroshima
Le métro d'Hiroshima est un métro sur pneumatiques appartenant à la compagnie Hiroshima Rapid Transit (広島高速交通, Hiroshima Kōsoku Kōtsu), situé à Hiroshima au Japon. Il ne comprend qu'une seule ligne, la ligne Astram (アストラムライン, Asutoramurain), officiellement appelée Hiroshima New Transit Line 1 (広島新交通1号線, Hiroshima Shin Kōtsu 1-gō-sen).

## Histoire
La ligne Astram a été mise en service le 20 août 1994, pour les Jeux asiatiques.

## Infrastructure

### Caractéristiques
La ligne Astram a une longueur totale de 18,4 km et possède 22 stations toutes équipées de portes palières. Son tracé traverse trois arrondissements de la ville : Naka-ku, Higashi-ku et Asaminami-ku.
La traction électrique s'effectue par troisième rail alimenté en 750 V CC.

### Tracé
|  |

### Liste des stations
| Nom                 | Nom japonais | Distance (km) | Correspondance(s)                     | Arrondissement |
| ------------------- | ------------ | ------------- | ------------------------------------- | -------------- |
| Hondori             | 本通         | 0,0           | Tramway d'Hiroshima : 1, 3 et 7       | Naka-ku        |
| Kencho-mae          | 県庁前       | 0,3           | Tramway d'Hiroshima : 2, 3, 6, 7 et 9 | Naka-ku        |
| Johoku              | 城北         | 1,4           |                                       | Naka-ku        |
| Shin-Hakushima      | 新白島       | 1,7           | JR West : Sanyō                       | Naka-ku        |
| Hakushima           | 白島         | 2,1           |                                       | Naka-ku        |
| Ushita              | 牛田         | 2,9           |                                       | Higashi-ku     |
| Fudoin-mae          | 不動院前     | 4,0           |                                       | Higashi-ku     |
| Gion-shinbashi-kita | 祇園新橋北   | 5,0           |                                       | Asaminami-ku   |
| Nishihara           | 西原         | 6,0           |                                       | Asaminami-ku   |
| Nakasuji            | 中筋         | 7,0           |                                       | Asaminami-ku   |
| Furuichi            | 古市         | 7,8           |                                       | Asaminami-ku   |
| Ōmachi              | 大町         | 8,4           | JR West : Kabe                        | Asaminami-ku   |
| Bishamondai         | 毘沙門台     | 9,6           |                                       | Asaminami-ku   |
| Yasuhigashi         | 安東         | 10,6          |                                       | Asaminami-ku   |
| Kamiyasu            | 上安         | 11,4          |                                       | Asaminami-ku   |
| Takatori            | 高取         | 12,0          |                                       | Asaminami-ku   |
| Chorakuji           | 長楽寺       | 12,7          |                                       | Asaminami-ku   |
| Tomo                | 伴           | 13,9          |                                       | Asaminami-ku   |
| Obara               | 大原         | 14,9          |                                       | Asaminami-ku   |
| Tomo-chuo           | 伴中央       | 16,0          |                                       | Asaminami-ku   |
| Ozuka               | 大塚         | 17,6          |                                       | Asaminami-ku   |
| Koiki-koen-mae      | 広域公園前   | 18,4          |                                       | Asaminami-ku   |

## Matériel roulant
La ligne est parcourue par des rames de la série 7000. Elle était autrefois parcourue par des rames des séries 1000 et 6000.
| Série | Livraison | Suppression | Constructeur                                                            | Nombre de rame | Nombre de voiture par rame | Photo |
| ----- | --------- | ----------- | ----------------------------------------------------------------------- | -------------- | -------------------------- | ----- |
| 1000  | 1999      | 2020        | Mitsubishi Heavy Industries                                             | 1              | 6                          |       |
| 6000  | 1994      | 2025        | Niigata Transys, Kawasaki Heavy Industries, Mitsubishi Heavy Industries | 23             | 6                          |       |
| 7000  | 2020      | en service  | Mitsubishi Heavy Industries                                             | 24             | 6                          |       |